# Intel 8058
Intel 8058 je osmibitový jednočipový mikropočítač firmy Intel uvedený na trh roku 1980. Patří do skupiny MCS-51, je tedy vnitřně téměř shodný s procesorem 8051, kde se o něm také dozvíte více informací. Rozdíl oproti jiným verzím je zejména v následujících parametrech:
- Velikost datové paměti RAM činí 256 bajtů
- Velikost programové paměti ROM může být až 32 KiB
- Taktovací frekvence je až 33 MHz
- Obsahuje 3 čítače/časovače
- Má čtyři 8bitové porty